# Emmanuel Metter

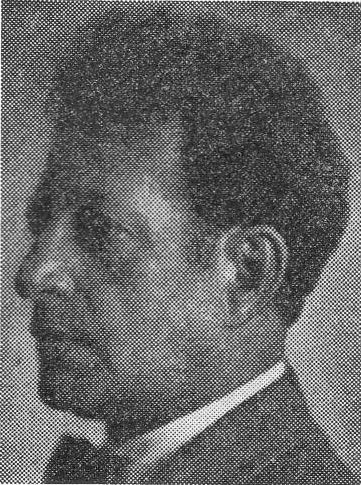
Emmanuel Leontjewitsch Metter

Emmanuel Leontjewitsch Metter (* 28. Februar 1878 in Cherson, Russisches Reich; † 28. August 1941 in West Hollywood, Kalifornien) war ein russischer Dirigent.
Emmanuel Metter wurde in einer jüdischen Familie geboren, die ein Geschäft betrieb. Er schrieb sich am 26. August 1897 an der Medizinischen Fakultät der Kaiserlichen Universität Charkow ein, wechselte jedoch am 7. September 1898 an die Juristische Fakultät, wo er 1906 seinen Abschluss machte und Rechtsanwalt wurde. Anschließend trat er im September 1906 als nicht immatrikulierter Student in das Sankt Petersburger Konservatorium ein und studierte bei Nikolai Rimski-Korsakow und Alexander Glasunow. Im Mai 1907 verließ er das Konservatorium, unterrichtete am Moskauer Konservatorium und dirigierte am Bolschoi-Theater. Als Metter Dirigent am Opernhaus in Kasan war, heiratete er Elena Osowskaja, eine polnische Primaballerina des Opernhauses.
Kurz vor der Russischen Revolution (1917) gingen sie ins Exil nach Harbin, Republik China, und Metter wurde Dirigent des Harbin Sinfonieorchesters. Anfang der 1920er Jahre wurde Osowskaja eingeladen, Professorin an der Takarazuka Revue in Takarazuka, Präfektur Hyogo, Japan, zu werden, und im März 1926 zog auch Metter nach Japan. Sie lebten in Kobe, Präfektur Hyogo, und Metter trat die Nachfolge von Heinrich Werckmeister an und wurde Dirigent des Orchesters der Radiostation Osaka der NHK (JOBK). Außerdem leitete er mehr als zehn Jahre lang das Orchester der Kaiserlichen Universität Kyoto. Metter unterrichtete viele bedeutende japanische Musiker, darunter Takashi Asahina und Ryōichi Hattori.
Metter und Osowskaja zogen am 6. Oktober 1939 nach Los Angeles, Kalifornien. Metter starb am 28. August 1941 in West Hollywood, Kalifornien, an einer Herzerkrankung. Osowskaja starb 1964 im Alter von 83 Jahren. Metter und Osowskaja sind auf dem Hollywood Memorial Park Cemetery begraben.